# Джон Едвін Ебінґер
Джон Едвін Ебінґер (англ. John Edvin Ebinger; 1933) — американський ботанік і професор, який здійснює академічну діяльність на кафедрі біології рослин Іллінойського університету в Урбана-Шампейн, ставши почесним професором ботаніки в 1995 році.

## Біографія
Він зібрав великі ботанічні колекції в Морелосі, Чьяпасі, Мічоакані, Колімі, Оахаці, Халіско, Чіуауа, Панамі.
Він навчався в Університеті Маямі в 1951—1955 роках. Закінчив бакалаврат за спеціальністю ботаніка. Закінчив Єльський університет у Нью-Гейвені між 1958 і 1959 роками. Він отримав ступінь доктора філософії в 1961 році в Університеті Оклахоми. Був куратором гербарію Стовера Східного Іллінойського університету у 1963—1995 роках.

## Вибрані публікації
- J. Ebinger, H. Clarke & D. Seigler. 1990. Acacia constricts (Fabaceae: Mimosoideae) and related species from the Southwestern U. S. and Mexico. Amer. Jour. Bot. 77:305-315
- J. Ebinger, D. Bergman. 1990. Cyanogenesis in the lichen genus Dermatocarpon. Castanea 55:207-210
- J. Ebinger, C. Uhlarich & W. McClain. 1990. A study of four river birch stands in Mason and Cass Counties, Illinois. Trans. Ill. St. Acad. Sci. 83(3 & 4) : 149-155
- J. Ebinger, J. Landes. 1991. Woody understory of Baber Woods, Edgar County, Illinois. Erigenia 11:18-21
- J. Ebinger, S. Newell & L. Horton. 1991. Vegetation of Wolf Creek State Park, Shelby County, Illinois. Erigenia 11:22-26
- J. Ebinger, W. McClain. 1991. Forest succession in the prairie peninsula of Illinois. Ill. Nat. Hist. Sur. Bull. 34:375-381
- J. Ebinger, K. Aikman. 1991. Understory survey at the Rocky Branch Nature Preserve, Clark County, Illinois. Trans. Ill. St. Acad. Sci. 84:12-19
- J. Ebinger, S. Jenkins & W. McClain. Woody vegetation survey of Bishop's Woods, a sand forest in Mason County, Illinois. Trans. Ill. St. Acad. Sci. 84:20-27. 1991
- J. Ebinger, W. McClain. 1991. Naturalized Amur maple (Acer ginnala Maxim.) in Illinois. Nat. Areas Jour. 11:170-171
- J. Ebinger, G. Burger, G. Wilhelm. 1991. Proceedings of the oak woods management workshop. Eastern Illinois University, Charleston, IL.
- Richard L. Larimore, Loy R. Phillippe, John E. Ebinger. 2008. Vascular flora of Middle Fork Woods Nature Preserve, Vermilion County, Illinois. Illinois Natural History Survey Bull. 4 pp. ISBN	188293217X
- John E. Ebinger, Charles Warwick, Jeffrey M. Levengood. 2009. Vascular plant communities of the Green River lowlands in northwestern Illinois. Illinois Natural History Survey bull. 39 ( 2 ), 4 pp. ISBN 1-882932-23-4

### Книги
- 2005. A site inventory of nature preserves and state forest in the Illinois River section of the Illinois River and Mississippi River Sand Areas natural division.
- George Vanderkarr Burger, J. E. Ebinger, Gerould Wilhelm. 1991. Proceedings of the Oak Woods Management Workshop. 106 pp.
- Richard D. Andrews, John E. Ebinger. 1979. Papers on the ecology of extreme southwestern Illinois. 74 pp.
- John E. Ebinger, Richard D. Andrews, Henry C. Nilsen. 1977. Papers on the ecology of the Chain O' Lakes region, Illinois. 79 pp.
- Susan J. Barlow, John E. Ebinger. 1976. Herbaceous spring flora of east-central Illinois. 146 pp.
- 1973. The effect of homogeneous grouping, heterogeneous grouping, and sociometric grouping on learning achievement in team learning. Ed. University of Akron. 70 pp.
- 1970. Woody plants of east central Illinois. Ed. Kendall/Hunt Pub. Co. 135 pp. ISBN 0-8403-0168-5
- Richard W. Crites, John E. Ebinger. 1968. Vegetation survey of floodplain forests in east-central Illinois. Volumen 8 de Research report. 48 pp.

## Почесні звання
- Товариство Сігма Сі, Фі Сігма, Бета Бета Бета
- Стипендіат Брюса Фінка з ботаніки, Університет Маямі. 1953-1955 рр.
- Шеффілдський стипендіат з ботаніки, Єльський університет. 1961 рік
- Нагорода за заслуги викладача, Східний Іллінойський університет. 1978 рік
- Член Комісії з питань природного заповідника Іллінойсу, 1976-1978 рр.
- Нагорода за відмінність викладацького складу, Східний Іллінойський університет. 1987 рік
- Член Іллінойської державної академії наук. 1988 рік
- Нагорода за відмінність викладацького складу, Східний Іллінойський університет. 1990 рік
- Нагорода Ради керівників для заслужених професорів, Східний Іллінойський університет. 1990 рік

### Членство
- Американський ботанічний клуб Нової Англії
- Товариство таксономістів рослин, Південно-Аппалачський ботанічний сад
- Клуб Ботанічного товариства Америки
- Академія наук штату Іллінойс
- Академія наук Індіани, Охорона природи
- Асоціація природних територій
- Асоціація виробників горіхів Північної Ірландії
- Товариство Сігма Сі
- Інститут природних земель

### Епоніми
- ( Juncaceae ) Ебінґерія Chrtek & Krísa — синонімічна назва роду ожика.